# Reactiesnelheid (scheikunde)

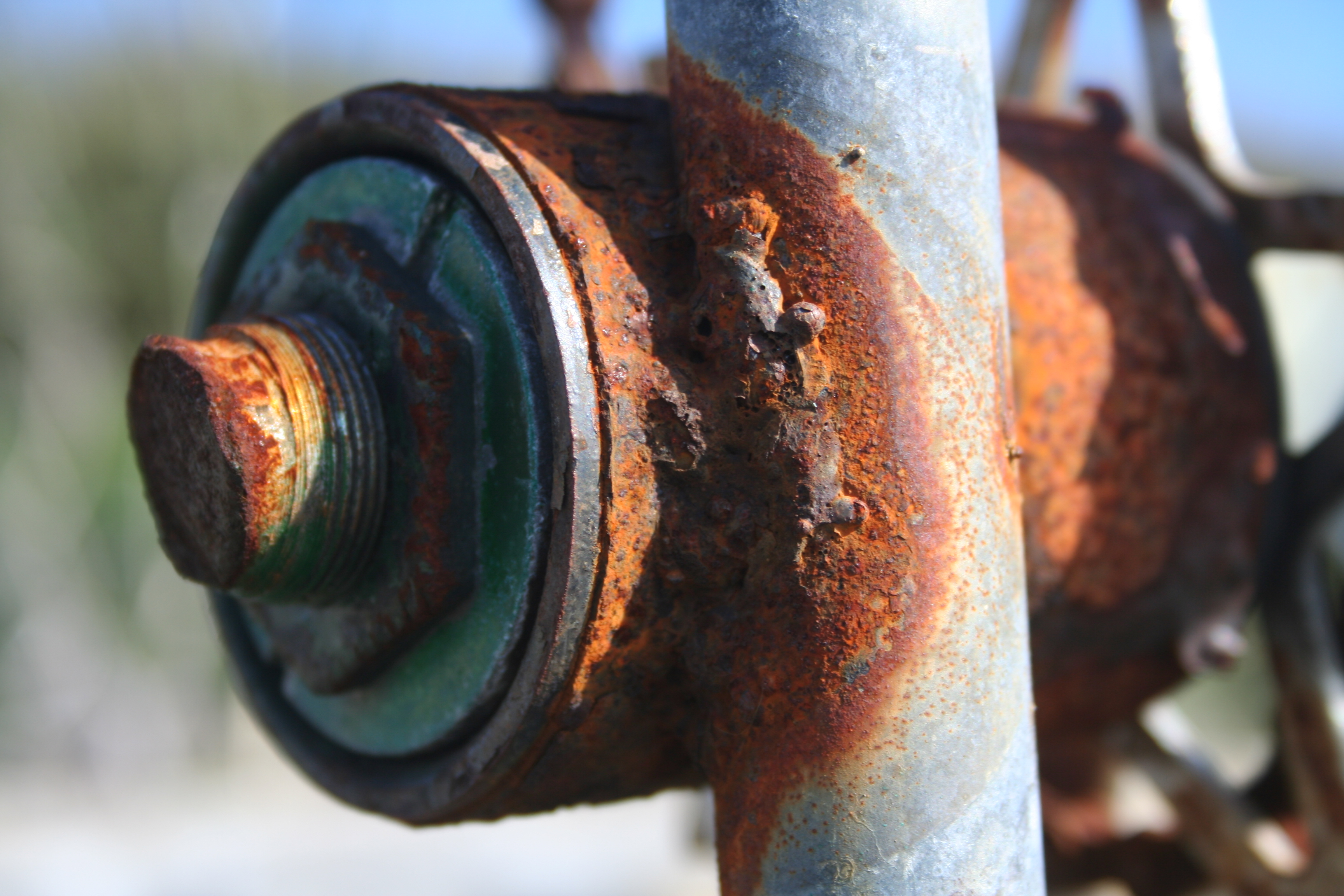
Het roesten van ijzer is een thermodynamisch spontaan, maar kinetisch traag proces.

De reactiesnelheid (symbool {\displaystyle v}) is een grootheid in de fysische chemie (meer bepaald in de chemische kinetiek) die weergeeft hoe snel een reactie doorgaat, met name hoe snel de reagentia worden omgezet tot producten en hoe snel het chemisch evenwicht wordt bereikt. De ligging van het evenwicht zelf is, aangezien ze samenhangt met de verandering van een toestandsfunctie (ΔG°), onafhankelijk van de weg waarlangs de reactie verloop en wordt vastgelegd door de thermodynamica. De reactiesnelheid zelf daarentegen hangt wel degelijk af van de reactieroute, met name van het reactiemechanisme.
Sommige reacties zijn spontaan (ze bezitten een negatieve waarde voor ΔG), maar kunnen een zeer trage kinetiek hebben. Een voorbeeld is de spontane omzetting van diamant naar grafiet of het roesten van ijzer onder invloed van zuurstof. Anderzijds zijn bepaalde reacties bijzonder snel, maar niet spontaan.
De reactiesnelheid hangt af van verschillende parameters, zoals tijd, de concentratie van de reagentia en de aanwezigheid van katalysatoren, hetgeen resulteert in de reactiesnelheidsvergelijkingen. Met behulp van deze snelheidsvergelijkingen kunnen dan voorspellingen gemaakt worden betreffende de concentratie van verschillende reactiepartners na een bepaalde reactietijd t. De vorm van de snelheidvergelijking levert inzicht in het reactiemechanisme en dus de manier waarop het chemisch evenwicht wordt bereikt.
De reactiesnelheid wordt gebruikt bij de studie van chemische reacties, maar ook in de chemische technologie, de chemische industrie en de enzymologie (michaelis-menten-kinetiek).

## Definiëring
Bij de beschrijving van de reactiesnelheid is de tijd t een van de belangrijkste veranderlijken. Indien een reactie van de volgende vorm is:
{\displaystyle \mathrm {A\ +\ 2\ B\longrightarrow \ 3\ C\ +\ D} }
De ogenblikkelijke verbruikssnelheid v van een reagens R (met R = A of B) op tijdstip t wordt dan gegeven door:
{\displaystyle v=-{\frac {\mathrm {d} c_{\mathrm {R} }}{\mathrm {d} t}}}
De ogenblikkelijke vormingssnelheid v van een product P (met P = C of D) wordt gegeven door:
{\displaystyle v={\frac {\mathrm {d} c_{\mathrm {P} }}{\mathrm {d} t}}}
Uit de stoichiometrie van de reactie volgt echter dat:
{\displaystyle {\frac {\mathrm {d} c_{\mathrm {D} }}{\mathrm {d} t}}={\frac {1}{3}}{\frac {\mathrm {d} c_{\mathrm {C} }}{\mathrm {d} t}}=-{\frac {\mathrm {d} c_{\mathrm {A} }}{\mathrm {d} t}}=-{\frac {1}{2}}{\frac {\mathrm {d} c_{\mathrm {B} }}{\mathrm {d} t}}}
Naargelang de reactiepartner die wordt beschouwd kunnen er verschillende snelheden met de reactie worden gecorreleerd. Dit probleem kan worden omzeild door de reactiesnelheid te definiëren in functie van de vorderingsgraad {\displaystyle \xi } van de reactie. Deze wordt gedefinieerd als de hoeveelheid gevormd product in elk stadium van de reactie ten opzichte van de stoichiometrische coëfficiënt in de reactievergelijking:
{\displaystyle \xi ={\frac {n_{\mathrm {P} }}{\nu _{\mathrm {P} }}}}
De verandering van de vorderingsgraad over een korte periode van het reactieverloop is dan gelijk aan:
{\displaystyle \mathrm {d} \xi ={\frac {\mathrm {d} n_{\mathrm {P} }}{\nu _{\mathrm {P} }}}=-{\frac {\mathrm {d} n_{\mathrm {R} }}{\nu _{\mathrm {R} }}}}
De reactiesnelheid {\displaystyle v'} kan nu gedefinieerd worden als:
{\displaystyle v'={\frac {\mathrm {d} \xi }{\mathrm {d} t}}}
Oftewel:
{\displaystyle v'=-{\frac {1}{\nu _{\mathrm {R} }}}{\frac {\mathrm {d} n_{\mathrm {R} }}{\mathrm {d} t}}={\frac {1}{\nu _{\mathrm {P} }}}{\frac {\mathrm {d} n_{\mathrm {P} }}{\mathrm {d} t}}}
Wanneer het homogene reacties betreft dan kan, op voorwaarde dat het volume V van het reactiemengsel tijdens het reactieverloop niet verandert, de reactiesnelheid ook met behulp van concentraties uitgedrukt worden:
{\displaystyle v'=-{\frac {V}{\nu _{\mathrm {R} }}}{\frac {\mathrm {d} \left({\frac {n_{\mathrm {R} }}{V}}\right)}{\mathrm {d} t}}=-{\frac {V}{\nu _{\mathrm {R} }}}{\frac {\mathrm {d} c_{\mathrm {R} }}{\mathrm {d} t}}}
De werkelijke reactiesnelheid {\displaystyle v} wordt nu gegeven door:
{\displaystyle v={\frac {v'}{V}}={\frac {1}{V}}{\frac {\mathrm {d} \xi }{\mathrm {d} t}}=-{\frac {1}{\nu _{\mathrm {R} }}}{\frac {\mathrm {d} c_{\mathrm {R} }}{\mathrm {d} t}}={\frac {1}{\nu _{\mathrm {P} }}}{\frac {\mathrm {d} c_{\mathrm {P} }}{\mathrm {d} t}}}
Op deze manier wordt automatisch gecorrigeerd door de coëfficiënt in de reactievergelijking.

## Invloedsfactoren
De reactiesnelheid kan door verschillende factoren worden beïnvloed:
- de concentratie (of activiteit) van de reagentia
- de temperatuur
- de druk
- de ionsterkte
- de verdelingsgraad
- de aanwezigheid van een katalysator
- de orde van de reactie
- de aanwezigheid van straling, bijvoorbeeld fotokatalyse
- hoe ver de reactie uit evenwicht is

## Reactiesnelheidsvergelijkingen
Voor een chemische reactie met twee reagentia wordt de reactiesnelheidsvergelijking gegeven door:
{\displaystyle v=k(T)c_{\mathrm {A} }^{\alpha }c_{\mathrm {B} }^{\beta }}
De exponenten α en β worden beide de partiële reactieordes genoemd. Zij hangen af van het reactiemechanisme. De som van de partiële reactieordes geeft de totale orde van de reactie weer. De partiële reactieordes zijn niet gelijk aan de coëfficiënten in de reactievergelijking, maar kunnen met behulp van differentiële en geïntegreerde methoden worden berekend. De evenredigheidsfactor k wordt de reactiesnelheidsconstante genoemd en is afhankelijk van de temperatuur volgens de vergelijking van Arrhenius:
{\displaystyle k=A\ \mathrm {e} ^{\frac {-E_{\mathrm {a} }}{RT}}}
Hier is A de pre-exponentiële factor (een zogenaamde botsingsfactor) en Ea de activeringsenergie van de reactie.